# Melipotis nebulosa
Melipotis nebulosa är en fjärilsart som beskrevs av J. Peter Maassen 1890. Melipotis nebulosa ingår i släktet Melipotis och familjen nattflyn. Inga underarter finns listade i Catalogue of Life.